# 山本さとみ
山本 さとみ (やまもと さとみ、1982年6月13日-）は、日本の体操選手。東京都出身。藤村女子高等学校、仙台大学卒業。朝日生命体操クラブ出身。岡山県体操協会所属。得意種目は跳馬。

## 略歴
- 体操を始めたのは5歳の時から。小学2年生で競技コースへと進む (小学3年生から4年生の時には塚原直也を手ほどきした中国人コーチの指導も受けたことがある)。
- その後も着実に力をつけ、1996年に代表入り。2001年から3大会連続でユニバーシアードに出場。2001年のユニバーシアードでは、種目別の跳馬で決勝まで進み、8位入賞を果たしている。
- 2003年-全日本学生選手権個人総合で優勝し、初のタイトルを獲得。

## その他
- もっとも自身の体操に影響を与えたのは、小菅麻里 (朝日生命体操クラブでチームメイトだった)。